# Eremopterix
Eremopterix is een geslacht van zangvogels uit de familie Alaudidae (leeuweriken). De soorten uit dit geslacht onderscheiden zich van de andere leeuweriken omdat mannetje en vrouwtje onderling sterk verschillen. De vogels gedragen zich ook meer als vinken en worden daarom vinkleeuwerik genoemd.

## Soorten
Het geslacht kent de volgende soorten:
- Eremopterix australis – Zwartoorleeuwerik
- Eremopterix griseus – Grijskruinvinkleeuwerik
- Eremopterix hova – Hovaleeuwerik
- Eremopterix leucopareia – Bruinkapvinkleeuwerik
- Eremopterix leucotis – Bruinrugvinkleeuwerik
- Eremopterix nigriceps – Zwartkruinvinkleeuwerik
- Eremopterix signatus – Somalische vinkleeuwerik
- Eremopterix verticalis – Grijsrugvinkleeuwerik

1 =Zwartoorleeuwerik; 2 = Grijsrugvinkleeuwerik; 3 = Bruinrugvinkleeuwerik; 4 = Bruinkapvinkleeuwerik; 5 = Somalische vinkleeuwerik; 6 = Zwartkruinvinkleeuwerik; a = mannetje; b = vrouwtje